# Ranipet

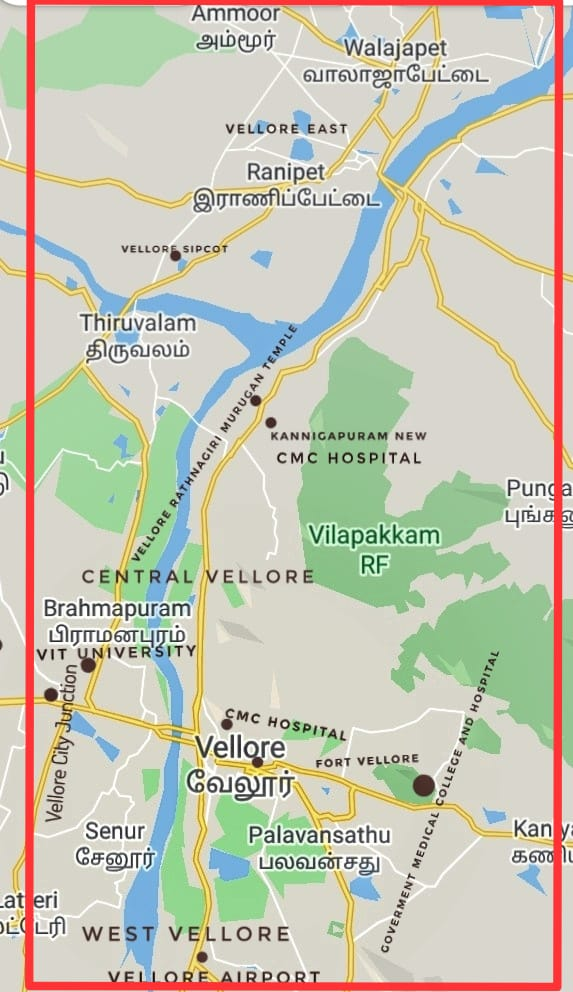
Àrea metropolitana de Vellore, on està integrada Ranipet.

Ranipet (Vila de la Reina, en tàmil Ranipettai) és una població de l'Índia, avui dia part de la ciutat de Vellore, al districte de Vellore i a l'estat de Tamil Nadu, a la riba del riu Palar.
Inicialment el poble es va fundar a l'altre costat del riu el 1771 per Saadat-ulla Khan, en honor de la jove vídua de Desingh Raja de Gingi, i per això es va dir Ranipet. No va tenir importància fins que els britànics hi van formar un cantonment (campament militar); llavors va absorbir el poble veí de Hassanalipet. Ranipet fou residència d'un subcol·lector; més tard el regiment de cavalleria estacionat fou retirat però els edificis es van conservar i se'ls va donar altres utilitats. A la rodalia hi ha els notable "jardí" dels Nou Lakhs (Naulakh Bagh), en realitat una extensió de mangos i altres arbres plantada per un nawab d'Arcot. El 1901 tenia 7.607 habitants (4.697 el 1881) i el 32% de la població eren musulmans, molts dels quals sipais.